# كلاهو (غافروبارمون)
كلاهو (بالفارسية: کلاهو) هي مستوطنة تقع في إيران في قسم غافروبارمون الريفي. يقدر عدد سكانها بـ 0 نسمة بحسب إحصاء 2016.